# 경주 월지 금동초심지가위
경주 월지 금동초심지가위(慶州 月池 金銅燭鋏)은 대한민국 경상북도 경주시 국립경주박물관에 소장하고 있는, 경주 궁성 인접한 월지에서 출토된 생활 금속공예품 가운데 하나이다. 2014년 12월 31일 대한민국의 보물 제1844호로 지정되었다.

## 개요
경주 월지 금동초심지가위는 경주 궁성 인접한 월지에서 출토된 생활 금속공예품 가운데 하나로서 일반적인 가위와 갈리 초심지를 자르는 특수한 형태의 심지 가위로서 전면에 새겨진 섬세한 어자문을 통해 통일신라 전성기인 8세기에 제작된 작품으로 추정된다. 이러한 금동촉협은 다음과 같은 의의를 지닌다.
첫째, 신라 궁정 조경의 일환인 안압지라는 출토지가 명확한 점
둘째, 당초문을 입체화 시킨 조형성과 독창성은 신라인의 창의적인 미감을 잘보여준다는 점 
셋째, 동판재를 단조한 성형기법과 주문양을 부각시키기 위해 바탕을 어자문기법을 쓴 장식기법 등은 통일신라시대 금속공예의 특징을 잘 보여주고 있다는 점. 또한 금동제에 군청색 안료를 도포함으로써 황금색과 청색의 조화를 보인 매우 화려한 금공품이라는 점
넷째, 관장이 만든 왕실공예품으로 추정된다는 점 
다섯째, 일본 정창원 소장 금동가위의 생산지를 밝혀준 근거유물로서 8세기 한일교섭사상 중요 자료라는 점 등을 들 수 있다.

## 참고 자료
- 경주 월지 금동초심지가위 - 국가유산청 국가유산포털